# Сарбен (Небраска)
Сарбен (англ. Sarben) — переписна місцевість (CDP) в США, в окрузі Кейт штату Небраска. Населення — 31 осіб (2010).

## Географія
Сарбен розташований за координатами 41°9′59″ пн. ш. 101°18′16″ зх. д. / 41.16639° пн. ш. 101.30444° зх. д. (41.166277, -101.304402).  За даними Бюро перепису населення США в 2010 році переписна місцевість мала площу 0,41 км², уся площа — суходіл.

## Демографія
Згідно з переписом 2010 року, у переписній місцевості мешкала 31 особа в 15 домогосподарствах у складі 9 родин. Густота населення становила 76 осіб/км².  Було 20 помешкань (49/км²).
Расовий склад населення:
| - 80,6 % — білих - 3,2 % — чорних або афроамериканців - 16,1 % — осіб інших рас |

До двох чи більше рас належало 0,0 %. Частка іспаномовних становила 16,1 % від усіх жителів.
За віковим діапазоном населення розподілялося таким чином: 9,7 % — особи молодші 18 років, 61,3 % — особи у віці 18—64 років, 29,0 % — особи у віці 65 років та старші. Медіана віку мешканця становила 54,9 року. На 100 осіб жіночої статі у переписній місцевості припадало 138,5 чоловіків;  на 100 жінок у віці від 18 років та старших — 133,3 чоловіків також старших 18 років.
Цивільне працевлаштоване населення становило 5 осіб. Основні галузі зайнятості: транспорт — 60,0 %, роздрібна торгівля — 40,0 %.